# Кантара
Кантара (грец. Κάστρο της Καντάρας, тур. Kantara Kalesi) — замок на Кіпрі. Він є найсхіднішим замком острова та розташований на схилах Кіренейських гір Північного Кіпру. Підносячись на 630 метрів вище рівня моря, він давав хороші можливості для контролю пересування на півострові Карпас і рівнині Месаорія.

## Історія
Вважається, що замок побудований візантійцями в X столітті для захисту від набігів арабів. Як і замок Святого Іларіона, фортеця Кантара побудована на місці православного монастиря (Панагії Кантаротісси («Всесвятій (Богородиці й Пріснодіві) Кантарській»)), про що нагадує збережена на вершині гори невелика каплиця.
В історичних хроніках замок вперше згадується в зв'язку з захопленням острова Кіпр Річардом Левове Серце в 1191 році. Замок в ті роки став притулком для візантійського узурпатора острова Ісаака Комніна.
У 1228 році замок сильно постраждав від облоги під час Війни з ломбардцями і його довелося практично повністю відновлювати. Надалі, втративши своє стратегічне значення, він використовувався місцевим дворянством в якості мисливського прихистку під час їх полювання на гірських козлів і леопардів.